# Môi lớn

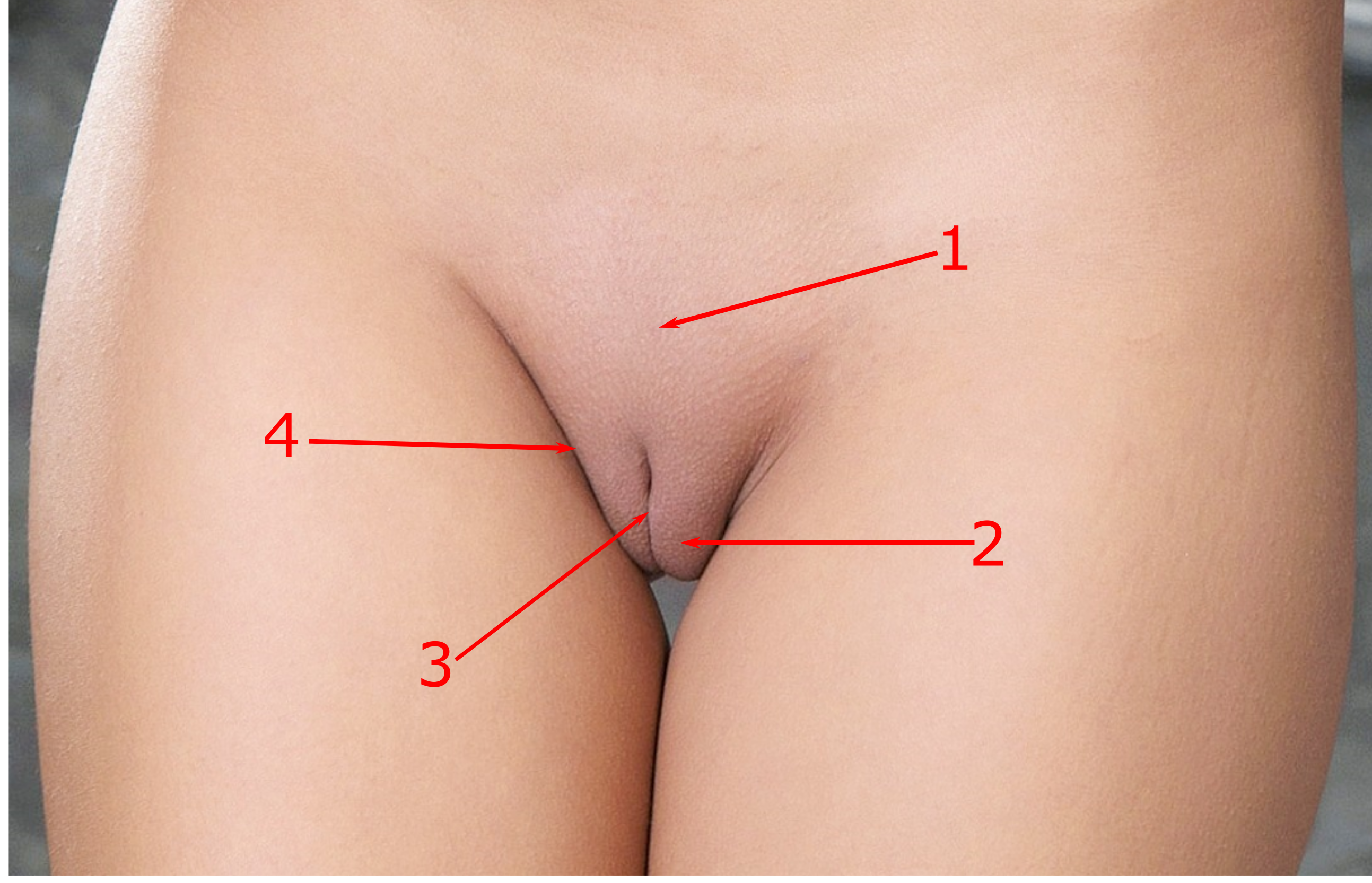
Môi lớn (2) và khe âm hộ (3)

Môi lớn là hai lớp da kéo dài xuống dưới từ gò Vệ nữ xuống vị trí trước hậu môn.  Cùng với môi nhỏ môi lớn tạo thành lớp môi âm hộ.
Môi lớn ở nữ giới là cấu trúc tương đương với bìu dái ở nam giới.

## Phôi thai học
Trong phôi thai học, môi lớn phát triển từ nếp gấp labioscrotal.  Điều này có nghĩa là môi lớn phát triển trong phôi nữ giới từ các cấu trúc giải phẫu phi giới tính tương ứng với bìu dái, phần da ở dưới dương vật ở nam giới.

## Tham khảo

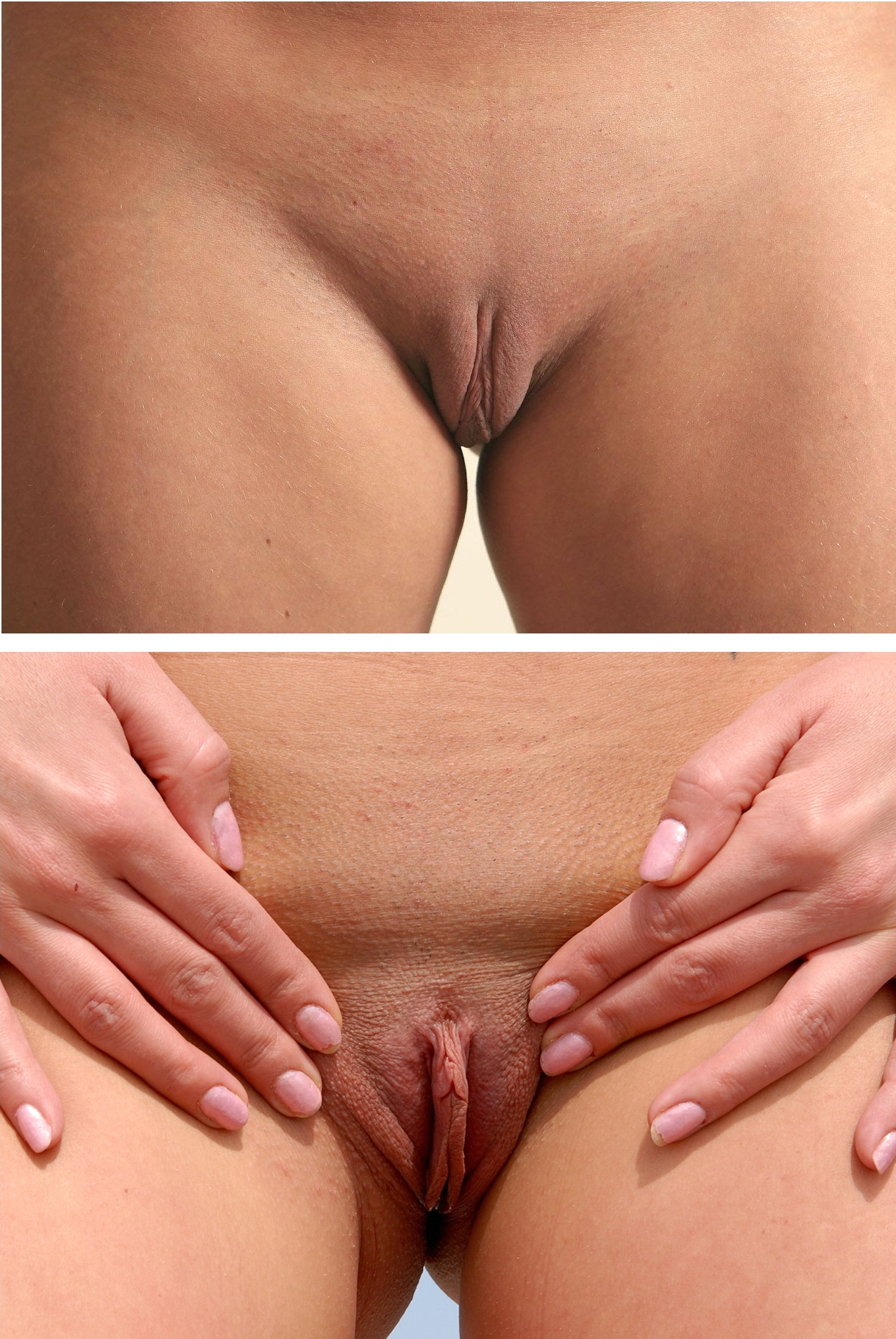
Môi lớn